# Мелуа, Михаил Моисеевич
Михаил Моисеевич Мелуа (1904 год — неизвестно, Тбилиси, Грузинская ССР) — директор Диди-Чконского совхоза Министерства сельского хозяйства СССР, Мартвильский район, Грузинская ССР. Герой Социалистического Труда (1951).

## Биография
В послевоенные годы назначен директором Диди-Чконского Мартвильского района. В 1950 году труженики совхоза сдали государству в среднем с каждого гектара по 4007 килограммов сортового зелёного чайного листа с площади 100,2 гектара. Указом Президиума Верховного Совета СССР от 27 июля 1951 года удостоен звания Героя Социалистического Труда за «получение в 1950 году высоких урожаев сортового зелёного чайного листа» с вручением ордена Ленина и золотой медали «Серп и Молот» (№ 6638).
Этим же указом званием Героя Социалистического Труда был награждён старший агроном Диди-Чконского совхоза Илларион Иосифович Гогинава.
С 1970 года — персональный пенсионер союзного значения. В последние годы своей жизни проживал в Тбилиси. Дата смерти не установлена.